# Punta Arenas (kommun)
Punta Arenas är en kommun i Chile.   Den ligger i provinsen Provincia de Magallanes och regionen Región de Magallanes y de la Antártica Chilena, i den södra delen av landet, 2 200 km söder om huvudstaden Santiago de Chile.
Trakten runt Punta Arenas består i huvudsak av gräsmarker. Trakten runt Punta Arenas är nära nog obefolkad, med mindre än två invånare per kvadratkilometer.